# Écusson (marque de boisson)
Pour les articles homonymes, voir Écusson.
Écusson est une marque commerciale appartenant à l'entreprise CCLF (Cidreries Du Calvados la Fermière) qui fait partie de la branche boissons Eclor au sein de la coopérative agricole Agrial.

## Présentation

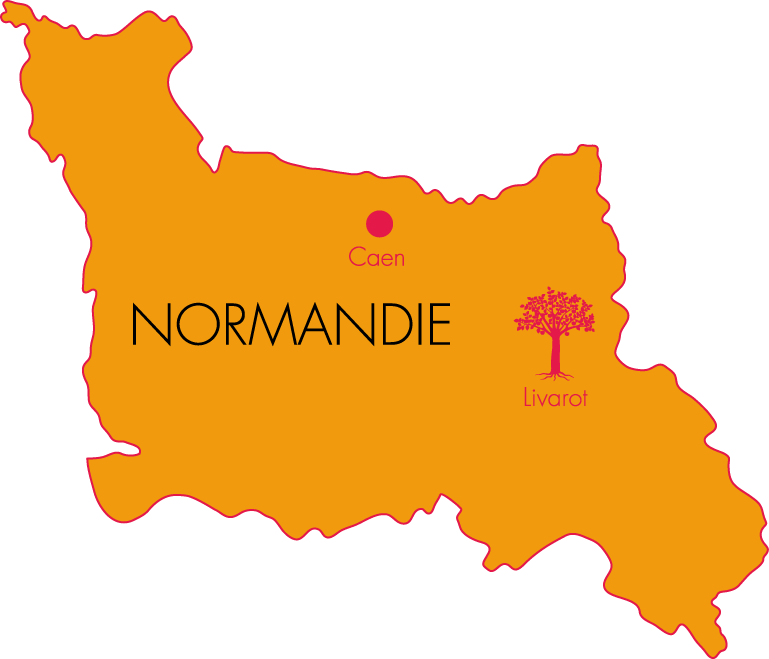

L'entreprise CCLF est établie dans le pays d'Auge. La marque Écusson se veut en rapport avec l'arboriculture fruitière car dans la terminologie agricole, on  « écussonne » (greffer en écusson) les arbres fruitiers pour qu'ils donnent des fruits consommables.
Cette entreprise commercialise 6 marques de cidre :  
- Cidre Brut
- Cidre Doux
- Cidre Rosé[5] ;
- Cidre & Pêche[6]
- Cidre & Poire[7]
- Cidre & Cerise[8]

## Histoire
Fondée en 1919 par Georges Leroy, la cidrerie est installée à Livarot en Normandie. La gare de Livarot était à l'époque un centre de transit pour les pommes qui étaient transformées en cidre brut et en calvados. C'est en 1924 que la fabrication se diversifie et la cidrerie transforme du cidre doux et des jus de pommes non fermentés.
En 2007, la CCLF lance la marque Cidre Rosé en pressant des pommes de marque Rouge Délice à chair rouge.

## La Charte Qualité Nature Écusson
Cette charte a pour objectif de révéler les actions et les engagements de la CCLF pour le développement d’une agriculture spécifique, la pérennité d'un savoir-faire cidricole et le respect de valeurs coopératives.